# Albert Gore senior
Albert Arnold Gore, detto anche, per distinguerlo dal figlio, "Al" Gore senior (Granville, 26 dicembre 1907 – Carthage, 5 dicembre 1998), è stato un politico statunitense.
Rappresentò il Tennessee sia alla Camera dei Rappresentanti che al Senato, nelle file del Partito Democratico.
Ebbe due figli: Nancy LaFon Gore, nata nel 1938 e morta per cancro ai polmoni nel 1984, e Albert Gore Jr., Vicepresidente degli Stati Uniti dal 1993 al 2001, insignito del Premio Nobel per la pace nel 2007.